# NGC 3596
NGC 3596 est une galaxie spirale intermédiaire située dans la constellation du Lion. NGC 3596 a été découverte par l'astronome germano-britannique William Herschel en 1784.

## Caractéristiques
La classe de luminosité de NGC 3596 est III et elle présente une large raie HI. Elle renferme également des régions d'hydrogène ionisé.

### Distance
Sa vitesse par rapport au fond diffus cosmologique est de 1 537 ± 24 km/s, ce qui correspond à une distance de Hubble de 22,68 ± 1,63 Mpc (∼74 millions d'al).
À ce jour, six mesures non basées sur le décalage vers le rouge (redshift) donnent une distance de 17,550 ± 5,124 Mpc (∼57,2 millions d'al), ce qui est à l'intérieur des valeurs de la distance de Hubble. Puisque cette galaxie est relativement rapprochée du Groupe local, il est probable que cette valeur soit plus près de la distance réelle de NGC 3596. Notons que c'est avec la valeur moyenne des mesures indépendantes, lorsqu'elles existent, que la base de données NASA/IPAC calcule le diamètre d'une galaxie.

### Brillance de surface
En raison d'une brillance de surface égale à 14,25 mag/am2, on peut qualifier NGC 3596 de galaxie à faible brillance de surface (LSB en anglais pour low surface brightness). Les galaxies LSB sont des galaxies diffuses (D) avec une brillance de surface inférieure de moins d'une magnitude à celle du ciel nocturne ambiant.

## Trou noir supermassif
Si on se base sur les mesures de luminosité de la bande K de l'infrarouge proche du bulbe de NGC 3596, on obtient une valeur de 107,0 {\displaystyle M_{\odot }} (10 millions de masses solaires) pour le trou noir supermassif qui s'y trouve.

## Morphologie

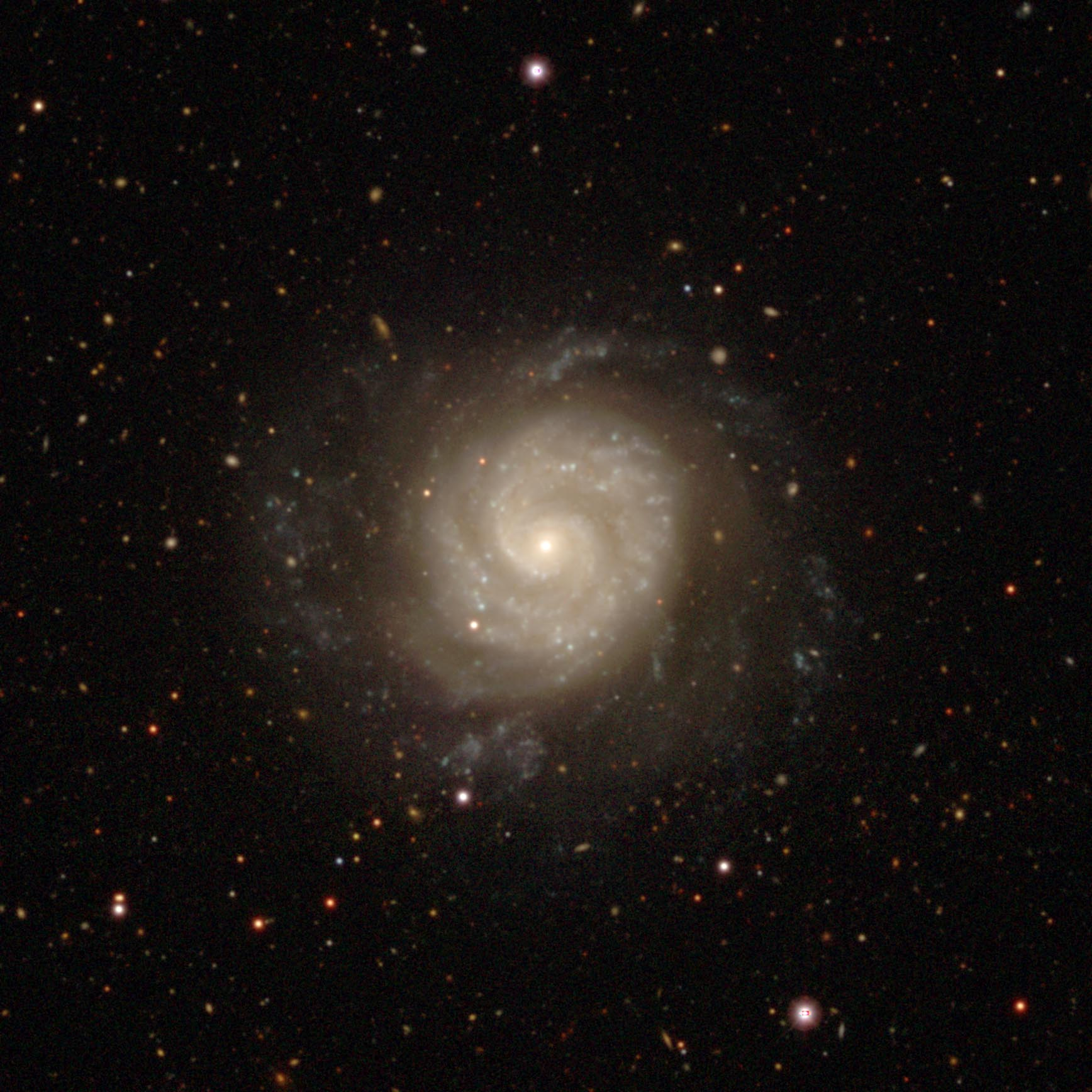
NGC 3596 par le projet « Legacy Surveys DR10 ».

NGC 3596 a été utilisée par Gérard de Vaucouleurs comme une galaxie de type morphologique (R')SA(rs)bc dans son atlas des galaxies,.
Eskridge, Frogel et Pogge ont publié un article en 2002 décrivant la morphologie de 205 galaxies spirales ou lenticulaires rapprochées. Les observations ont été réalisées dans la bande H de l'infrarouge et dans la bande B (le bleu). Selon Eskridge et ses collègues, NGC 3596 est de type S(r)bc dans la bande B et SABb dans la bande H. Le noyau ponctuel de NGC 3596 est encastré dans un bulbe légèrement elliptique. Le disque intérieur est ovale et il est aligné avec l'angle de position du bulbe. Un motif spiralé à deux bras émerge des extrémité du grand axe du bulbe. La brillance de surface du bras nord est plus élevée que celle du bras sud. Ces bras présentent des crêtes de luminosité plus grandes avec des extensions vers l'extérieur. Les deux bras peuvent être suivis sur un angle de 270° à 300°. Le motif du bras sur le côté sud du disque est compliqué, avec des cassures apparaissant dans la ligne de crête de celui-ci.

## Groupe de NGC 3627 (M66)
Selon un article écrit par Abraham Mahtessian en 1998, NGC 3596 est un membre du groupe de NGC 3627. Le groupe décrit par Mahtessian comprend six galaxies. Les cinq autres galaxies du groupe sont NGC 3593, NGC 3623 (M65), NGC 3627 (M66), NGC 3628 et NGC 3666.
A.M. Garcia mentionne aussi le groupe de NGC 3627 dans un article paru en 1993, mais il n'y a que quatre des galaxies du groupe décrit par Mahtessian : NGC 3593, NGC 3623 (M65), NGC 3627 (M66) et NGC 3628. Notons que M65, M66 et NGC 3628 forment ce qui est habituellement appelé le Triplet du Lion. On peut donc conclure que le Triplet du Lion est un sous-groupe d'un groupe de galaxies comprenant six membres.

### Les distances des galaxies du groupe de NGC 3627
Deux caractéristiques ressortent des mesures des distances des galaxies de ce groupe, autant de celles obtenues du décalage (distance de Hubble) que des mesures indépendantes du décalage. Premièrement, les distances des deux galaxies retenues par Mahtessian (NGC 3596 et NGC 3666) sont nettement plus grandes que la moyenne des distances des quatre galaxies du groupe de Garcia, qui est de 16,2 ± 1,4 Mpc (∼52,8 millions d'al) ou de 10,2 ± 1,5 Mpc (∼33,3 millions d'al) pour les méthodes indépendantes du décalage. Deuxièmement, toutes les distances obtenues par des méthodes indépendantes sont inférieures aux distances de Hubble. Comme ces galaxies sont relativement rapprochées du Groupe local, leur vitesse propre est non négligeable par rapport à la vitesse produite par l'expansion de l'Univers. La vitesse propre de ces galaxies s'additionne à celle de l'expansion, augmentant ainsi leur décalage vers le rouge. Si au contraire, leur vitesse propre était dans la direction opposée, vers la Voie lactée, leur décalage serait diminué et la distance de Hubble serait alors inférieure à leur distance réelle.